# Hélène Labarrière
Hélène Labarrière (* 23. Oktober 1963 in Neuilly-sur-Seine) ist eine französische Jazz- und Improvisationsmusikerin (Kontrabass, E-Bass).

## Leben und Wirken
Labarrière wuchs in Clichy-sur-Seine auf und wendete sich mit 16 Jahren dem Kontrabass zu. Während ihres Studiums an den Konservatorien von Boulogne und Gennevilliers trat sie zunächst mit Pierre Brunel auf, bevor sie ab 1983 in der Gruppe Ladies First mit Marie-Ange Martin, Micheline Pelzer und Dominique Borker arbeitete. 1986 nahm sie mit Lee Konitz auf und spielte mit Daniel Humair und mit dem Quartett von Éric Barret (mit Marc Ducret), dann mit den Gruppen von Alex Grillo und von Sylvain Kassap (Octobres, 2022). Anfang der 1990er Jahre gehörte sie zum Trio von  Joachim Kühn (mit Wolfgang Reisinger), arbeitete mit Jean-Marc Padovani und Michel Portal sowie mit dem Vienna Art Orchestra. 
Mit ihrer eigenen Gruppe Machination, die sie 1993 mit Corin Curschellas und Noël Akchoté gründete, trat Labarrière erfolgreich auf Festivals auf; 
Mit Curschellas und Benoît Delbecq arbeitete sie dann im Trio Jacques et les Veuves Joyeuses. 1998 gründete sie ein neues Quartett mit Sophie Agnel, François Corneloup und Mark Sanders. Derzeit spielt sie im Quartett actus mit Corneloup, Christophe Marguet und  Hasse Poulsen. Gemeinsam mit John Greaves gründete sie das Robert-Wyatt-Projekt Dondestan mit Karen Mantler und Jacques Mahieux, mit dem sie 2008 auch auf dem Jazzfestival Frankfurt gastierte. Labarrière führt auch Soloprogramme als Bassistin auf, etwa auf dem Jazzdor Strasbourg-Berlin.
Labarrière war auch Mitglied der Band von Yves Robert und nahm mit ihm das Album été (1999) auf. Bei den Aufnahmen zum Durruti-Album des Labels nato traf sie auf Tony Hymas und Evan Parker. Weiterhin arbeitete sie mit Dominique Pifarély und Louis Sclavis.
Labarrière ist mit Marc Ducret verheiratet; der Cellist Bruno Ducret ist ihr Sohn.

## Diskographische Hinweise
- Machination (Deux Z – 1994)
- Sylvain Kassap/Hélène Labarrière Piccolo, 17.X.2001 (Evidence – 2001)
- les temps changent (Emouvance – 2007)